# Jean Béranger (homme politique)
Pour les articles homonymes, voir Jean Béranger et Béranger.
Jean Béranger, né le 21 août 1925 à Bonn et mort le 17 janvier 1997 au Port-Marly (Yvelines), est un homme politique français. Il était diplômé de l'Institut d'études politiques de Paris et de l'école d'Organisation scientifique du travail. Il avait été vice-président du Mouvement des radicaux de gauche.

## Détail des fonctions et des mandats
Mandats locaux
- 1966-1989 : maire de Marly-le-Roi (MRG / Union de la gauche).
- 1967-1979 : conseiller général Rad. puis MRG du canton de Marly-le-Roi.
- 1982-1988 : conseiller régional MRG d'Ile-de-France.

Mandat parlementaire
- 25 septembre 1977 - 1er octobre 1986 : sénateur des Yvelines (MRG).